# سابقه زمین‌شناسی
سابقه زمین‌شناسی در چینه‌شناسی، دیرینه‌شناسی و سایر علوم طبیعی به کلیت لایه‌های اقشار سنگی اشاره دارد؛ یعنی سپرده‌هایی که توسط آتشفشان یا با رسوب گذاری حاصل از آبگیرها (خاک رس، شن و ماسه و غیره) ایجاد شده‌اند که شامل تمام محتوای فسیلی آن و اطلاعاتی است که در مورد تاریخ زمین می‌دهد. این اطلاعات می‌تواند شامل: آب و هوای گذشته زمین، جغرافیا، زمین‌شناسی و تکامل زندگی در سطح آن باشد. مطابق قانون برهم‌چینی یا روی‌هم‌گذاری، لایه‌های سنگ رسوبی و آتشفشانی در بالای یکدیگر قرار گرفته‌اند. آنها به مرور زمان سخت می‌شوند تا به یک ستون سنگی مستحکم تبدیل شوند، که ممکن است سنگهای آذرین به زور به آن داخل شده یا به وسیله حوادث تکتونیکی در هم شکسته شوند.

## همبستگی سابقه سنگی
در یک منطقه مشخص از سطح زمین، سن سن‌های ستون‌های سنگی، سطح مقطع تاریخچه طبیعی را در منطقه طی زمان ارائه می‌کند که گاهی به آن تاریخچه سنگ گفته می‌شود و پنجره ای به سوی تاریخچه طبیعی منطقه که واحدهای زمانی بسیاری را معین می‌کند را باز می‌کند. برای مثال سال‌ها، عصرها، و در برخی از موارد دوره‌های زمین‌شناسی چندگانه اصلی (برای منطقه یا مناطق زمین‌شناسی خاصی). سابقه زمین‌شناسی در هیچ منطقه ای کاملاً کامل نیست برای جایی که نیروهای زمین‌شناسی در یک منطقه کم‌ارتفاع رسوباتی انباشته می‌شود که شبیه به لایه‌های کیک هستند و در حالت بعدی ممکن است ناحیه بال رفته باشد و توسط هوا و در اثر تأثیرات شیمیایی، باد، دما و آب ممکن است خرد شوند.

## مثال ناموزون (مغایر) چینه‌ها
اصلاح ناسازگاری‌ها به روش‌های مختلفی و با استفاده از تعدادی از فناوری‌ها یا نتایج تحقیقات میدانی حاصل از مطالعات در سایر رشته‌ها انجام می‌گردد.
در این مثال، مطالعه روی سنگ‌های لایه بندی شده و فسیل‌هایی که در آنها موجود می‌باشد، زیست چینه‌شناسی نامیده می‌شود و از ژئوبیولوژی و دانش زیست دیرینه‌شناسی بهره می‌برد. فسیل‌ها می‌توانند برای تشخیص لایه‌های سنگی در سنین زمین‌شناسی یکسان یا متفاوت استفاده شوند، در نتیجه با هماهنگی مراحل زمین‌شناسی محلی، جدول زمانی کلی زمین‌شناسی استنتاج می‌گردد.
تصاویر فسیل‌های جلبک‌های تک سلولی در اشکال سازمان زمین‌شناسی آمریکا یا به اختصار یواس‌جی‌اس، توسط میکروسکوپ‌های الکترونی و با بزرگنمایی ۲۵۰ برابر گرفته شده‌اند.
در ایالت کارولینای جنوبی ایالات متحده، سه گونه فسیل جلبک در مرکز یک سنگ پیدا شد که در دوره ائوسن در ویرجینیا در بین نمونه‌های لایه‌های سنگ‌ها تنها دو نمونه از سه نمونه مشاهده شد و سن زمین‌شناسی آن به ۳۷٫۲ تا ۵۵٫۸ میلیون سال پیش بر می‌گردد.
مقایسه سوابق مربوط به عدم تناقض در سوابق با ستون صخره ای و مشاهده کردن عدم وقوع گونه‌های گمشده و میزان سنگ در دست، نشان می‌دهد که قسمتی از سوابق صخره مربوط به اوایل دوره میانی ائوسن مفقود گردیده است.

## سنگ‌شناسی در مقابل دیرین‌شناس
در نتیجه همان‌طور که با تصویری از سابقه کلی سنگ، مقایسه ناپیوستگی‌ها و شباهت‌ها در یک مکان با سایر مکان‌ها قابل مقایسه می‌گردد، تفکیک سابقه کلی زمین‌شناسی به یک سری زیر بخش، در گروه‌ها و مولفه‌های مختلف نیز می‌تواند سودمند باشد. این زیر بخش‌ها با توجه به لایه‌ها در زمان زمین‌شناسی شناخته شده تقسیم‌بندی می‌شوند، از کوتاهترین مرحله زمان تا بزرگ‌ترین ضخیم‌ترین چینه‌های ابر دوران و مدت زمان ابر دوران.